# Pietro Roberto Taparelli, hrabia Lagnasco
Pietro Roberto Taparelli, hrabia Lagnasco (ur. 1659, zm. 1735) – saski dyplomata, z pochodzenia Włoch, poseł nadzwyczajny Rzeczypospolitej w Królestwie Danii w latach 1711–1712. 
Od 1712 roku minister Tajnego Gabinetu Elektoratu Saksonii.  W ramach podziału obowiązków wśród ministrów gabinetowych; zajmował się stosunkami z Italią i Francją. Był jednym z najbłyskotliwszych dyplomatów saskich swej doby. Dzięki jego protekcji ministrem w gabinecie został François Joseph Wicardel de Fleury et de Beaufort, również Włoch i przyszły pierwszy minister saski (w latach 1725-1731).
25 listopada 1713 roku była faworyta Augusta Mocnego Anna Konstancja Cosel prosiła go o wstawiennictwo u niego; "...Meine Pflicht ist ohne Zweifel, Seine Majestät zu lieben und Ihr mein ganzes Leben zu dienen..." (moim obowiązkiem jest kochać Jego Majestat i służyć mu całym swym życiem"). 
Od 20 do 28 lutego 1714 r.  hrabia  Lagnasco prowadził pertraktacje pokojowe ze szwedzkimi dyplomatami Biberem i Törnschöldem we Wrocławiu.
Gdy w 1725 roku Lagnasco pojechał jako ambasador saski do Rzymu, wydał dość rzadkie zarządzenie, by większość innych dyplomatów wysyłała mu ze swoich placówek informacje o najważniejszych wydarzeniach na dworach europejskich.
Gdy przeciwstawiający się pro-francuskiej polityce Fleury'ego Ernst Christoph von Manteuffel ustąpił w 1730 roku, Lagnasco zajął jego miejsce.